# Yeşilöz, Kalecik
Yeşilöz là một xã thuộc huyện Kalecik, tỉnh Ankara, Thổ Nhĩ Kỳ. Dân số thời điểm năm 2011 là 53 người.